# Tmesibasis larseni
Tmesibasis larseni là một loài côn trùng trong họ Ascalaphidae thuộc bộ Neuroptera. Loài này được Hölzel miêu tả năm 1983.